# Logo in sovrimpressione
In televisione, un logo in sovrimpressione (in inglese digital on-screen graphic, sigla DOG), è l'incorporazione del logo del canale nell'immagine trasmessa, di solito in uno dei quattro angoli dello schermo.
A seconda del Paese, l'inserimento del logo della rete televisiva è disciplinato da una normativa. Esso può quindi essere rimosso quando si diffondono messaggi pubblicitari o opere protette dal diritto d'autore, come i lungometraggi. Il loro aspetto può essere modificato per adattarsi all'evoluzione tecnica delle modalità di trasmissione.